# Institut Max-Planck pour la dynamique de systèmes techniques complexes
L'Institut Max-Planck pour la dynamique de systèmes techniques complexes (en allemand Max-Planck-Institut für Dynamik komplexer technischer Systeme)  est un centre de recherche de la Société Max-Planck, localisé à Magdebourg. Il a été fondé en 1996 et est le premier des instituts Société Max-Planck qui travaille principalement sur les questions des sciences de l'ingénieur.

## Thèmes de recherche
Les thèmes généraux de recherche sont parmi les suivants :
- Analyse et conception des réseaux biologiques
- Génie des bio-procédés
- Méthodes de calcul dans les systèmes et théorie du contrôle
- Systèmes de navigation intégrés
- Fondements mathématiques des systèmes dynamiques
- Analyse des réseaux moléculaires
- Simulations et conception moléculaires
- Fondements physiques et chimiques du génie des procédés
- Génie des procédés physiques et chimiques
- Systèmes énergétiques portables
- Synthèse et dynamique des processus
- Théorie des systèmes et du contrôle
- Biologie des systèmes

## Organisation
L'institut est structuré en sept sections de recherche autour des thèmes suivants :
- Synthèse et dynamique des processus
- Génie des procédés physico-chimiques
- Théorie du système et du contrôle
- Fondements physico-chimiques de la technologie des procédés
- Génie des bio-procédés
- Biologie des systèmes
- Analyse des réseaux moléculaires

Les chercheurs travaillent de manière transversale dans des projets portés par les différents groupes de recherche :
- Structures hiérarchiques
- Systèmes distribués de propriété
- Processus intégrés
- Processus en réseau
- Systèmes hybrides et systèmes d'événements discrets
- Théorie des réseaux

## International Max Planck Research School(IMPRS)
En collaboration avec l'Universität Magdeburg, l'Institut dirige l'École internationale de recherche Max-Planck de Magdebourg pour les méthodes avancées en ingénierie des procédés et des systèmes. Un IMPRS est un programme doctoral en anglais qui permet d'obtenir un doctorat structuré. L'interlocuteur pour l'IMPRS est Andreas Seidel-Morgenstern (en), qui est également l'un des directeurs du MPI.

## Bourse Ernst-Dieter-Gilles
Depuis 2020, l'Institut accorde une bourse à de jeunes chercheurs qui viennent de soutenir leur thèse de doctorat. La bourse porte le nom du directeur fondateur de l'institut Ernst Dieter Gilles (de).